# UFC Fight Night: Dern vs. Hill
UFC Fight Night: Dern vs. Hill (también conocido como UFC Fight Night 223, UFC Vegas 73, y UFC on ESPN+ 81) es un próximo evento de artes marciales mixtas producido por Ultimate Fighting Championship que tendrá lugar el 20 de mayo de 2023 en las instalaciones del UFC Apex en Enterprise, Nevada, parte del área metropolitana de Las Vegas, Estados Unidos.

## Antecedentes
Se esperaba que un combate de peso gallo femenino entre Raquel Pennington e Irene Aldana encabezara el evento. La pareja se enfrentó previamente en UFC on ESPN: dos Anjos vs. Edwards en 2019, donde Pennington ganó por decisión dividida. También se esperaba brevemente que encabezaran UFC on ESPN: Vera vs. Sandhagen, pero el combate nunca se materializó. A su vez, Aldana fue retirada del evento a principios de mayo para servir como reemplazo por el Campeonato Femenino de Peso de la UFC contra la actual campeona Amanda Nunes en UFC 289. Pennington servirá como respaldo para ese evento.
Como resultado, un combate de peso paja femenino entre Mackenzie Dern y Angela Hill se movió de UFC on ABC: Rozenstruik vs. Almeida una semana antes para encabezar este evento.
Un combate de peso paja femenino entre Emily Ducote y Polyana Viana estaba originalmente programado para UFC on ESPN: Song vs. Simón. La pareja finalmente se reprogramó para este evento por razones no reveladas. A su vez, Viana se retiró del combate y fue sustituida por Lupita Godínez en un peso acordado de 120 libras.
Se esperaba un combate de peso medio entre Abdul Razak Alhassan y Brunno Ferreira para este evento. Sin embargo, el combate se trasladó a UFC on ESPN: Strickland vs. Magomedov por razones desconocidas.
Se esperaba un combate de peso mosca entre Clayton Carpenter y Stephen Erceg para este evento, pero se pospuso debido a que Erceg tuvo problemas de visa.
En el pesaje, Vanessa Demopoulos y Orion Cosce no alcanzaron el peso. Demopoulos pesó 117.5 libras y Cosce pesó 172.5 libras, ambos una libra y media por encima del límite de peleas sin título de peso paja femenino y wélter, respectivamente. Se espera que ambos combates continúen en un peso acordado y ambas sean multadas con el 20 por ciento de sus bolsas, que irán a sus oponentes: Karolina Kowalkiewicz y Gilbert Urbina respectivamente.

## Premios de bonificación
Los siguientes luchadores recibieron bonificaciones de $50000 dólares.
- Pelea de la Noche: Mackenzie Dern vs. Angela Hill
- Actuación de la Noche: Carlos Diego Ferreira y Viacheslav Borschev